# Sacrificial Etchings
Sacrificial Etchings (Selected Works 1996-2002) es el primer álbum grandes éxitos de la banda de rock gótico de África del Sur The Awakening publicado en el 1 de enero de 2002.

## Recepción
Un comentario por German de Sonic Seducer escribió que la banda era similar a bandas góticas británicas como Rosetta Stone, pero el comentarista fue crítico a cerca del timbre de Nyte y el frecuente uso de palabras como "dark" y "darkness" en las letras.

## Lista de canciones
* Todas las canciones son escritas por Ashton Nyte
1. «The Dark Romantics» (Single Mix) – 4:44
2. «The Sounds of Silence» (Splintered version) – 4:43
3. «Vampyre Girl» (Previously Unreleased) – 4:07
4. «Eve» (Wish Version) – 4:31
5. «Before I Leap» (Dark Mix) – 4:39
6. «The March» (Single version) – 4:59
7. «Rain» – 4:15
8. «Martyr» – 5:05
9. «Maree» (version 2) – 4:40
10. «To Give» – 4:03
11. «The Fountain» – 4:06
12. «Standing» (Solitude Version '02) – 4:11
13. «Dreams in Fire» – 4:47
14. «Sacrificial» (Lacerated Version 2002) - 4:47
15. «Amethyst» (Live Piano version) - 3:21